# 西方象兜蟲
西方象兜蟲（學名：Megasoma occidentale），又名平胸象兜蟲，是金龜科象兜蟲屬的一種。

## 外觀
體表布滿金黃色短毛，類似大象象兜蟲，但較大象象兜蟲來的稀疏，因此曾被誤認為是大象象兜蟲的亞種。胸角平行向左右長出，而大象象兜蟲則是向前。雄蟲體長50~120mm，雌蟲體長50~75mm。

## 分布
本種僅分布於墨西哥北部。